# Благодійна організація
Бла́годійна організа́ція або харитати́вна організа́ція (англ. charitable organization; philanthropic organization; public charity) — неприбуткова недержавна організація, головною метою діяльності якої є здійснення філантропічної діяльності (тобто благодійної, освітньої, релігійної) в інтересах суспільства або окремих категорій осіб.
Благодійні організації є юридичними особами і можуть утворюватися в таких організаційно-правових формах: членська благодійна організація; благодійний фонд; благодійна установа; інші благодійні організації (фундації, місії, ліги тощо).
Благодійна організація розробляє власну благодійну програму яка є комплексом благодійних заходів, спрямованих на вирішення завдань, що відповідають статутним цілям організації.
В міжнародній юридичній практиці харитативний означає більш спеціальні, технічні речі, ніж це прийнято до слова в широкому вжитку.